# Jezera
Jezera är en ort i Kroatien.   Den ligger i länet Šibenik-Knins län, i den södra delen av landet, 230 km söder om huvudstaden Zagreb. Jezera ligger 4 meter över havet och antalet invånare är 854.
Terrängen runt Jezera är huvudsakligen platt, men norrut är den kuperad. Havet är nära Jezera åt sydväst.  Närmaste större samhälle är Vodice, 11,7 km öster om Jezera. 